# Самсара

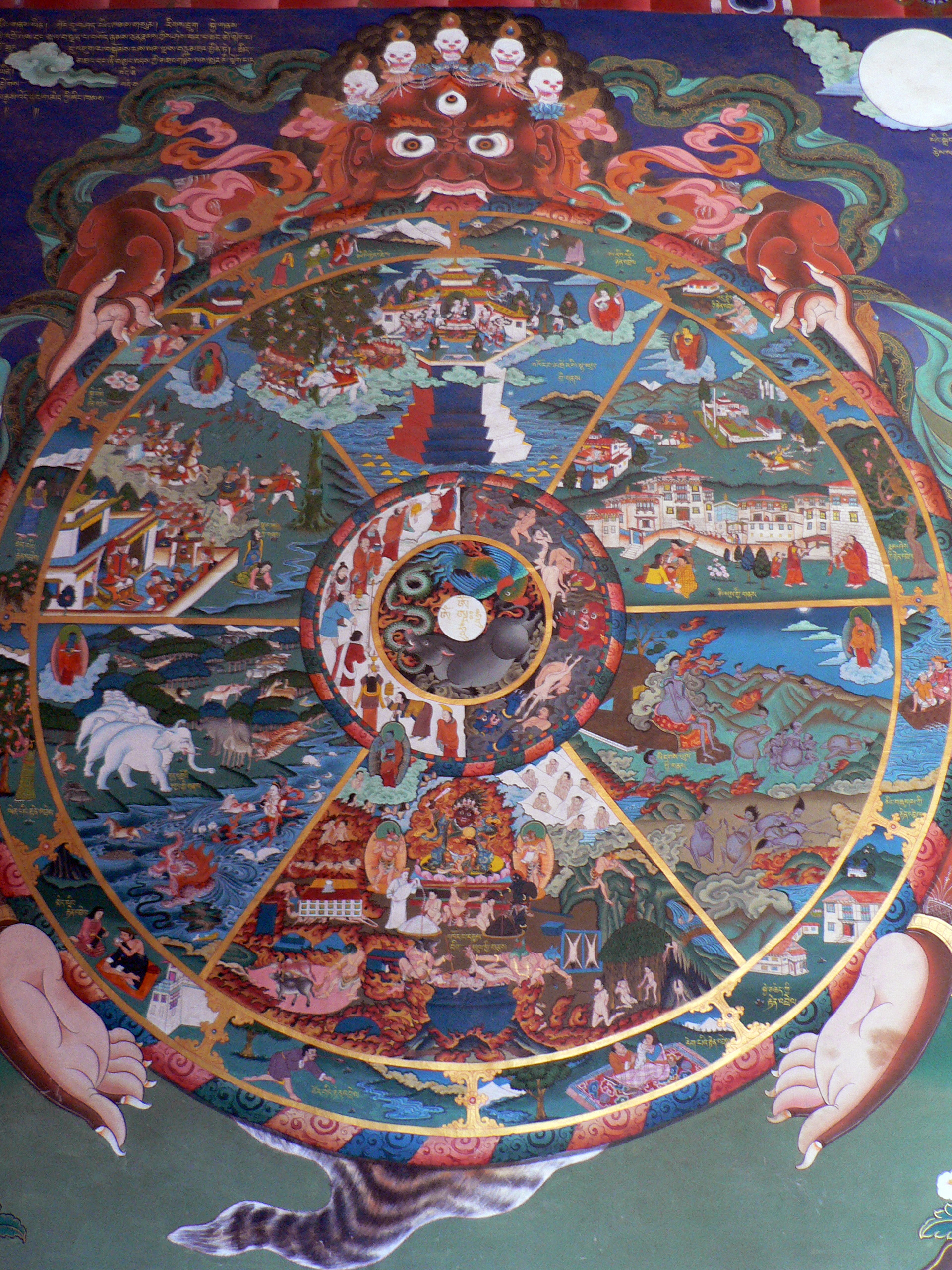
Колесо страждань сансари.

Сансара або Самсара (санскрит:संसार, палі:saṃsāra) — нескінченний цикл страждань (народжень, хвороб, смертей та реінкарнацій) в буддизмі, індуїзмі, джайнізмі, сикхізмі та інших дхармічних релігіях.
У релігійно-філософських системах Стародавньої Індії — це уявлення про плинність усього живого, процес переходу однієї тілесної оболонки в іншу, послідовність страждань у земному житті, кругообіг народження і смерті, трансміграція душі (метемпсихоз)
Сансара — колообіг народжень і смертей, як вважають індуїсти, триває доти, доки Атман не звільниться від всіх бажань і емоційно забарвлених потягів. Карма, яка враховує загальну суму думок, вчинків та їхніх наслідків, визначає специфіку майбутнього життя Атмана у «світі фізичному», «астральному» тощо.
Сансара — «бог, що повертається до місця свого початку».